# هودر (مقاطعة دورة)
هودر (بالفارسية: هودر) هي قرية تقع في قسم كشكان الريفي (مقاطعة دورة) في إيران. يقدر عدد سكانها بـ 201 نسمة .